# Kiril Stankov
Kiril Stankov Hristov (in bulgaro Кирил Станков Христов?; Sofia, 20 maggio 1949 – 7 maggio 1992) è stato un calciatore bulgaro, di ruolo centrocampista.

## Carriera

### Club
Durante la sua carriera, durata dal 1967 al 1977, ha giocato soltanto con il CSKA Sofia.

### Nazionale
Ha rappresentato la Nazionale bulgara dal 1968 al 1976.